# Avenida Jabaquara
A Avenida Jabaquara é uma via situada na cidade de São Paulo, no distrito da Saúde, sendo uma das vias mais importantes para a região sudeste da cidade. Ela conecta a região da Vila Mariana até o distrito do Jabaquara e o bairro Planalto Paulista, sendo também uma alternativa de acesso para o Aeroporto de Congonhas e demais pontos turísticos e de interesse na zona sul da cidade.
Entre o fim dos anos 60 e começo da década de 70, durante as obras da Linha 1 do Metrô de São Paulo, a avenida foi palco de um marco na engenharia brasileira, pois foi cavada uma vala aberta em quase toda a sua extensão para a instalação da rede de túneis e trilhos do sistema.

## Histórico
Na virada do século XIX para o século XX, a região onde atualmente fica a Vila Clementino passou a ser conhecida como "Saúde", em homenagem a Nossa Senhora da Saúde. Por volta de 1840, a região onde atualmente fica a avenida teve seus primeiros registros de população, também era uma região muito utilizada como passagem por romeiros e viajantes em seu caminho para Santo Amaro ou para a Villa Conceição, em Diadema. Neste caminho havia uma estrada que começava na continuação da Rua Domingos de Moraes. Em 1917, com a oficialização da Igreja de Nossa Senhora da Saúde na região, esta estrada passou a ser conhecida informalmente como "Avenida da Saúde".

### Antecedentes e origens
Em 1913, havia uma rua no bairro da Vila Mariana com o nome de Rua Jabaquara (atual Avenida Conselheiro Rodrigues Alves). A fim de evitar que as pessoas se confundissem com a então existente Avenida Jabaquara (atual Avenida Bosque da Saúde), em 1915, o então prefeito de São Paulo, Washington Luís, instaura uma lei que transformava a Rua Jabaquara em Avenida Conselheiro Rodrigues Alves, e assim, deixava a então Avenida Jabaquara como a única via com este nome em São Paulo.

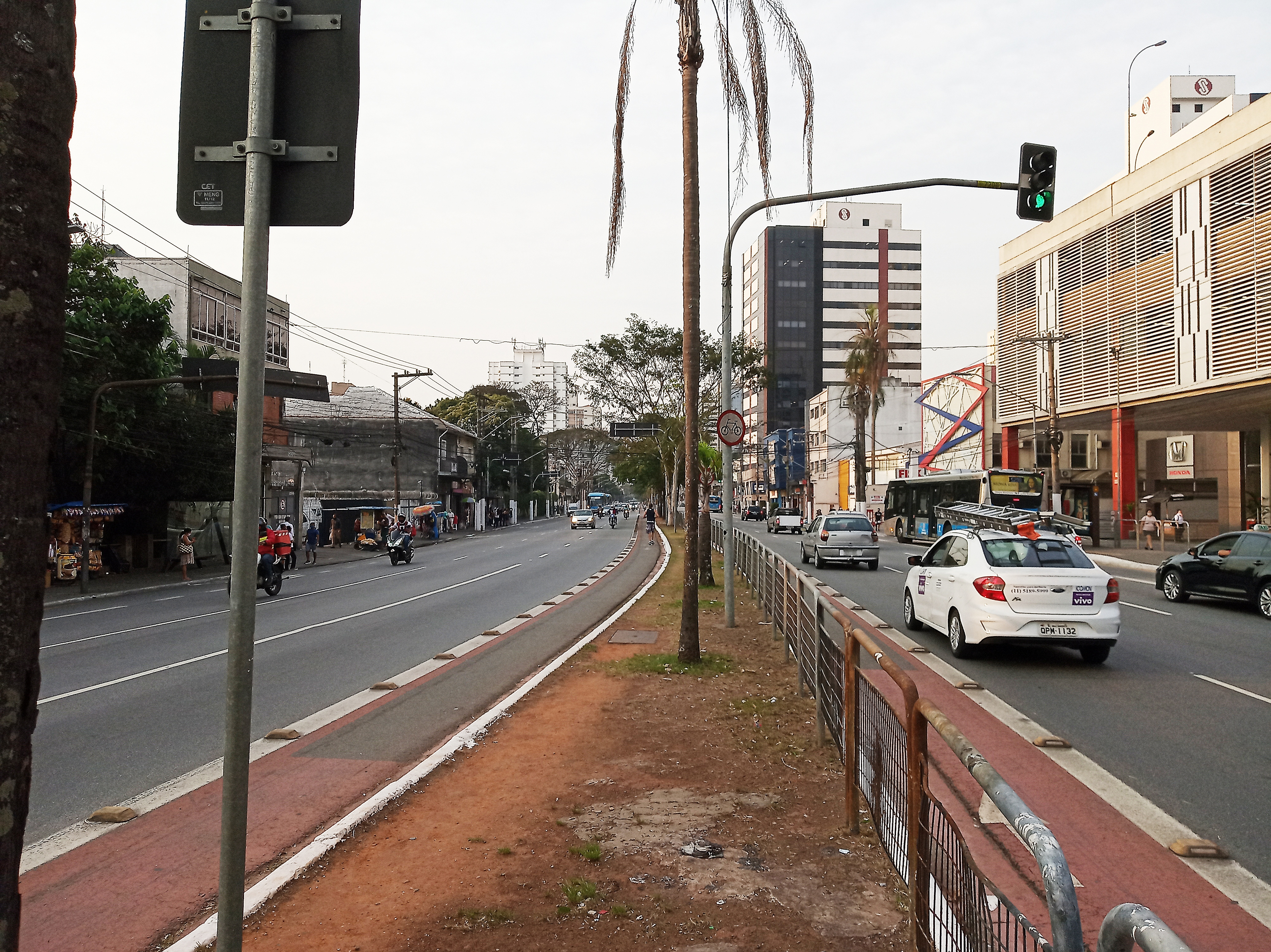
Avenida Jabaquara a partir da Estação São Judas do Metrô, sentido Vila Mariana

A antiga Avenida Jabaquara ligava o Bosque da Saúde até o Parque Jabaquara, a sua extensão era composta pelos trajetos da atual Avenida Bosque da Saúde, continuando no trecho da atual Avenida Jabaquara que partia da altura do numero 700 até o seu final. Em 1923, com a publicação do ato nº 1.966, a prefeitura de São Paulo legaliza a criação de uma avenida entre a Rua Domingos de Morais e o Parque Jabaquara, alterando o trajeto da Avenida Jabaquara para o atual. Com isso, o trecho da atual Avenida Bosque da Saúde foi separado e recebeu à época o nome oficial de Avenida da Saúde.
Em 1928, iniciam-se as obras de pavimentação da avenida e anos mais tarde, em 1940, surge a Paróquia de São Judas Tadeu, que na década de 60, viria a se tornar o Santuário de São Judas Tadeu. Nesta mesma época, começa a aumentar a população e a densidade de comércios, residências e prédios nos arredores da avenida devido ao recém inaugurado Aeroporto de Congonhas, aberto em 1936.
Em 1955, na altura do número 100 foi inaugurado o Cine Nilo, um dos maiores cinemas de rua da região em um antigo prédio, posteriormente demolido em 2023 e que ficava entre a avenida e a Rua Caramuru. Na mesma época, o trecho da avenida na região da Praça da Árvore começava a se tornar uma área de comércio popular para moradores dos bairros cortados por ela e arredores.
Já nos anos 60, iniciam-se as obras do Metrô de São Paulo, tendo as obras iniciadas no entroncamento da Avenida Jabaquara com a Rua Pereira Estéfano, no bairro da Saúde. Em 1974, com o término das obras e a inauguração do primeiro trecho, a avenida ganharia 3 estações de metrô em sua extensão (Praça da Árvore, Saúde e São Judas).

### Atualmente
Até o final dos anos 2000, era vista como uma avenida degradada com muitos imóveis comerciais e prédios abandonados no seu trajeto, cenário que foi mudando conforme foram surgindo novos booms no mercado imobiliário de São Paulo, principalmente nos bairros localizados nos arredores de estações de metrô.
Em 2014, foi inaugurado um trecho de ciclovia junto ao canteiro central da avenida.

## Obras do Metrô de São Paulo

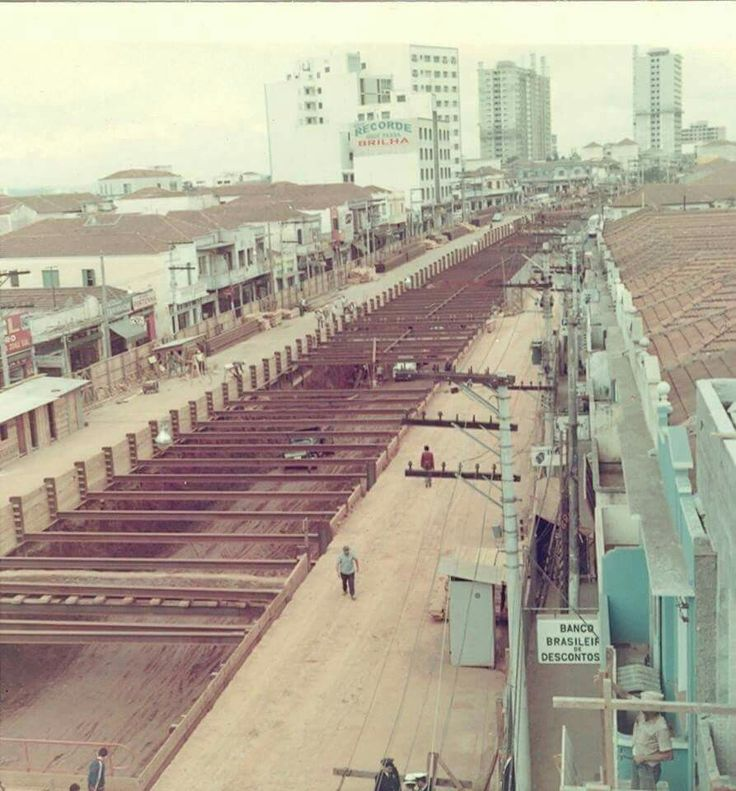
Obras do metrô na avenida em 1970, na altura da Estação Praça da Árvore

Em 24 de abril de 1968, iniciavam-se as obras do Metrô de São Paulo no entroncamento da Avenida Jabaquara com a Rua Pereira Estéfano, em frente a Central Telefônica da Saúde, na altura do numero 1500 da Avenida Jabaquara. O método utilizado pela construtora na época foi o "cut and cover" que consiste em cavar uma espécie de trincheira ou vala, fazer as obras dos trilhos e de suas estruturas de concreto armado, para depois cobri-la e formar o túnel.
A partir de 1969, praticamente toda a avenida se tornou uma grande vala a céu aberto para possibilitar as obras do primeiro trecho do Metrô. As obras levaram aproximadamente quatro anos, tendo interditado boa parte da avenida por três anos até serem concluídas em 1972. Neste ano, o Metrô iniciou seus testes com trens entre as futuras estações Jabaquara e Saúde. A obra se tornou um marco na engenharia do Brasil, pois além de ser parte das obras do primeiro sistema de transporte metroferroviário do país, pela primeira vez esta técnica era implantada em larga escala.

## Conexões

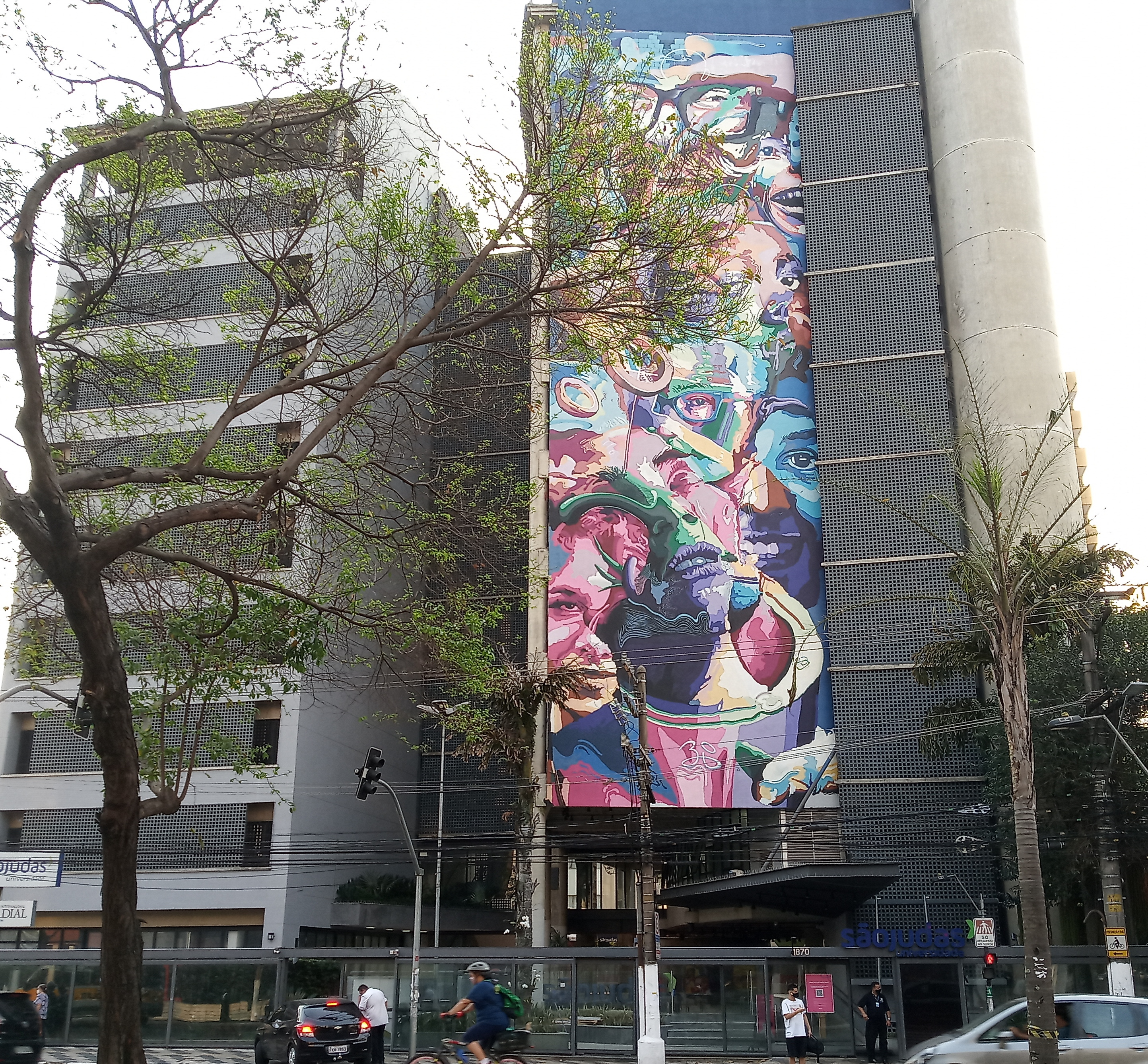
Campus Jabaquara, da Universidade São Judas Tadeu na Avenida Jabaquara

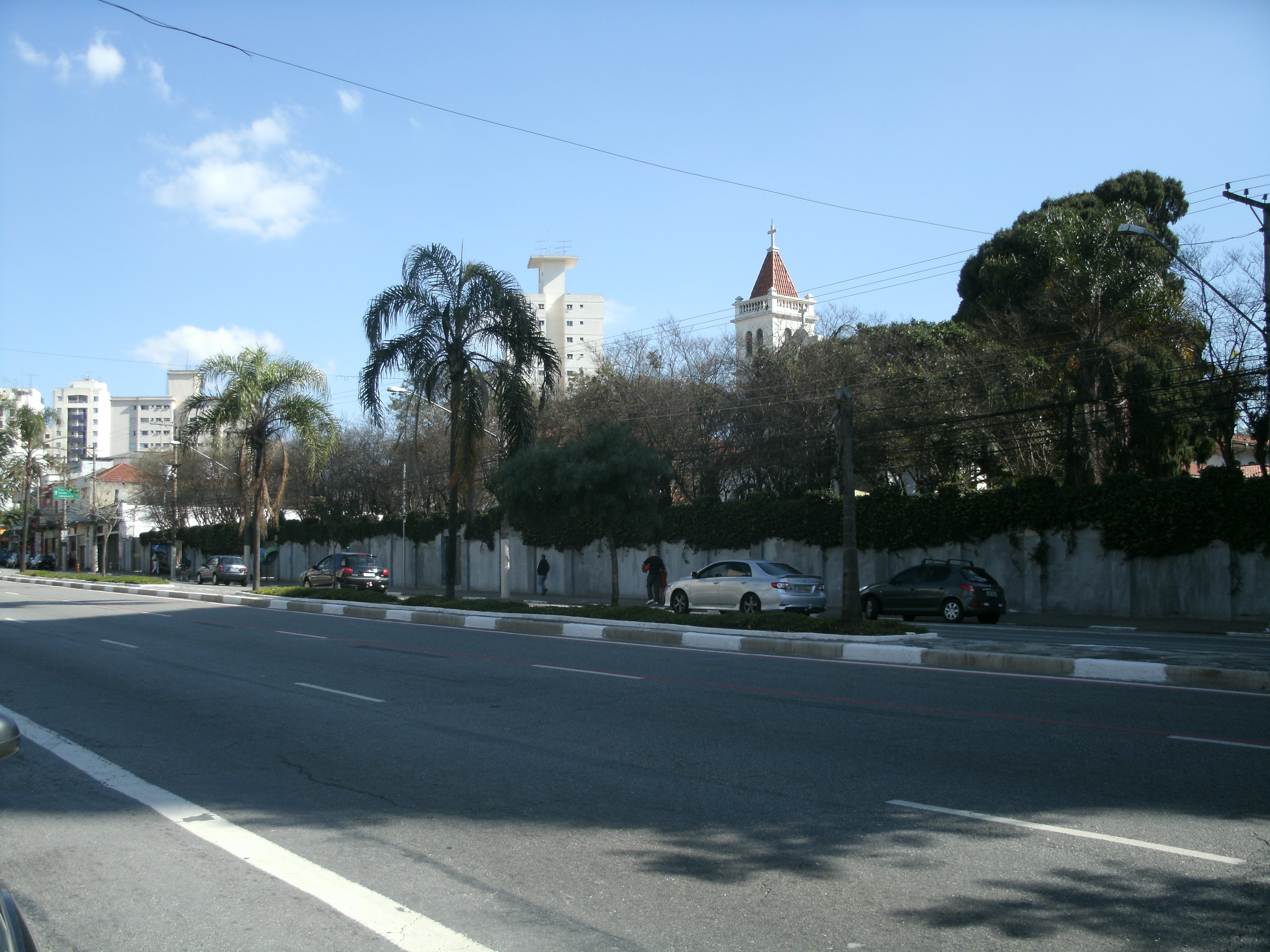
Mosteiro Santa Tereza, no trecho inicial da Avenida Jabaquara, no bairro de Mirandópolis

A Avenida Jabaquara se conecta com diversas avenidas importantes da zona sul da cidade de São Paulo, como a Avenida dos Bandeirantes, Avenida Engenheiro Armando de Arruda Pereira, Avenida Miguel Estéfano, Avenida Bosque da Saúde, Alameda dos Guatás, Avenida Indianópolis, Avenida Fagundes Filho (a qual fornece acesso à Rodovia dos Imigrantes), dentre outras, além de fazer parte da principal rede de ciclovias da cidade que se conecta a outras ciclorrotas e ciclofaixas que vão para os bairros de Moema, Jabaquara, Bosque da Saúde e Vila Mariana. Também há três estações de metrô situadas na avenida, além de dezenas de pontos de ônibus municipais e intermunicipais.